# Attilly
Attilly és un municipi francès situat al departament de l'Aisne i a la regió dels Alts de França. L'any 2011 tenia 378 habitants.

## Demografia

### Població
El 2007 la població de fet d'Attilly era de 398 persones. Hi havia 142 famílies de les quals 24 eren unipersonals (8 homes vivint sols i 16 dones vivint soles), 49 parelles sense fills, 57 parelles amb fills i 12 famílies monoparentals amb fills.
La població ha evolucionat segons el següent gràfic:
Habitants censats

### Habitatges
El 2007 hi havia 166 habitatges, 146 eren l'habitatge principal de la família, 10 eren segones residències i 9 estaven desocupats. 162 eren cases i 1 era un apartament. Dels 146 habitatges principals, 127 estaven ocupats pels seus propietaris, 18 estaven llogats i ocupats pels llogaters i 1 estava cedit a títol gratuït; 1 tenia una cambra, 2 en tenien dues, 17 en tenien tres, 32 en tenien quatre i 95 en tenien cinc o més. 101 habitatges disposaven pel capbaix d'una plaça de pàrquing. A 55 habitatges hi havia un automòbil i a 81 n'hi havia dos o més.

### Piràmide de població
La piràmide de població per edats i sexe el 2009 era:
| Homes | Edats   | Dones |
| ----- | ------- | ----- |
| 0     | 95 o +  | 0     |
| 0     | 90 a 94 | 0     |
| 0     | 85 a 89 | 0     |
| 0     | 80 a 84 | 0     |
| 4     | 75 a 79 | 8     |
| 4     | 70 a 74 | 8     |
| 12    | 65 a 69 | 4     |
| 8     | 60 a 64 | 12    |
| 12    | 55 a 59 | 8     |
| 20    | 50 a 54 | 8     |
| 24    | 45 a 49 | 24    |
| 12    | 40 a 44 | 12    |
| 16    | 35 a 39 | 20    |
| 20    | 30 a 34 | 16    |
| 0     | 25 a 29 | 8     |
| 20    | 20 a 24 | 16    |
| 28    | 15 a 19 | 20    |
| 20    | 10 a 14 | 20    |
| 24    | 5 a 9   | 12    |
| 8     | 0 a 4   | 12    |

## Economia
El 2007 la població en edat de treballar era de 277 persones, 203 eren actives i 74 eren inactives. De les 203 persones actives 184 estaven ocupades (97 homes i 87 dones) i 18 estaven aturades (12 homes i 6 dones). De les 74 persones inactives 32 estaven jubilades, 19 estaven estudiant i 23 estaven classificades com a «altres inactius».

### Ingressos
El 2009 a Attilly hi havia 141 unitats fiscals que integraven 411 persones, la mediana anual d'ingressos fiscals per persona era de 18.196 €.

### Activitats econòmiques
Dels 7 establiments que hi havia el 2007, 3 eren d'empreses de construcció, 1 d'una empresa de comerç i reparació d'automòbils, 1 d'una empresa de transport i 2 d'empreses de serveis.
Dels 3 establiments de servei als particulars que hi havia el 2009, 2 eren lampisteries i 1 empresa de construcció.
L'any 2000 a Attilly hi havia 3 explotacions agrícoles que ocupaven un total de 666 hectàrees.

## Poblacions més properes
El següent diagrama mostra les poblacions més properes.